# Flughafen Ísafjörður

i8
i11
i13
Der Flughafen Ísafjörður (isländisch Ísafjarðarflugvöllur, IATA-Code: IFJ, ICAO-Code: BIIS) ist der Verkehrsflughafen der isländischen Stadt Ísafjörður im äußersten Nordwesten des Landes. Der Flughafen gilt aufgrund häufig widriger Wetterverhältnisse (vor allem Nebel) und der Lage als für Piloten schwierig anzufliegen.
Der Flughafen wird (Stand Januar 2019) nur von Icelandair mit Reykjavík, bis zu drei Mal am Tag, bedient.